# Stokke
Stokke er en tidligere kommune i Vestfold fylke i Norge.  1. januar 2017 blev den lagt sammen med Andebu og Sandefjord skulle blive én kommune med navnet Sandefjord.  Den tidligere kommune havde  et areal på 118 km², og en befolkning på 10.127 indbyggere (2006).
Den grænsede i vest til Andebu, i nord til Re, i øst til Tønsberg og Nøtterøy, og i syd til Sandefjord. Højeste punkt er Høgståsen, 171 m.o.h.

## Historie
Stokke ble oprettet som en kommune 1. januar 1838. På denne tid tilhørte øerne Håøya og Veierland Stokke, men de blev senere overført til Nøtterøy  kommune i henholdsvis 1901 og 1964.
6. februar 2015 søgte kommunen om sammenlægning med Andebu og Sandefjord kommuner. 24. april 2015 vedtog Kongen i statsråd at Stokke, Andebu og Sandefjord skulle blive én kommune fra 1. januar 2017. Fra samme dato blev landsbyen  Vear overført til Tønsberg kommune.